# RS/6000
O RS/6000 (sendo RISC Sistema/6000), agora Sistema p5, é o atual servidor e estação de trabalho de padrão RISC baseado em UNIX da linha de produtos da IBM. 

## História
Anunciado em 1990, o RS/6000 substituiu o RT-PC. 
Esta família de servidores teve várias mudanças de nome durante a sua história.
Ele era originalmente uma linha de estações de trabalho e servidores chamados RS/6000.  A linha de servidores foi renomeada para eServer pSeries (servidores e da série p) em 2000 como parte da iniciativa de renovação de seus servidores padrão e.
Com o advento do processador POWER5em 2004 a família foi reformulada para Servidores e p5.
Agora com o movimento de simplificação das famílias de servidores e equipamentos de estocagem de dados para a legenda Sistema, a família foi renomeada novamente agora para System p5 em 2005.
O Sistema p5 agora encampa a linha de produtos da IBM OpenPower.

## Processadores
Desde o início o RS6000 foi baseado no IBM Power e nos processadores POWER2. Após o desenvolvimento do PowerPC instruction set architecture, muitos servidores de lower end e algumas estações de trabalho baseadas nos modelos do PowerPC tais como o 603 e 604e. Os servidores de Higher end e SP clusters ainda são baseados no POWER por sua excelente performance no floating point, enquanto a variente RS64 do PowerPC era desenvolvida para sistemas baseados para o ambiente comercial onde o processamento integer e throughput são mais importantes.
Recentemente, após o desenvolvimento do processador POWER4 a linha RS64 foi descontinuada e as diferenças entre throughput e number crunching optmized systems não mais existe.

## Características
Todos os sistema p5 da IBM e Servidores e da família p5 suportam a DLPAR (Dynamic Logical Partitioning) com I/O Virtual e Micro Particionamento.
Normalmente o Sistema p usa o sistema operacional AIX e, mais recentemente, as versões de 64-bit do sistema operacional Linux.

## Deep Blue
Deep Blue, um supercomputador baseado no RS/6000, foi o primeiro sistema computacional a ganhar uma partida de xadrez contra o renomeado campeão mundial (Garry Kasparov) usando um controle de tempo para o lance. Ele era um massively parallel, 32 nós, RS/6000, SP-baseado em sistema computacional enhanced com propósito especial 256 processadores para xadrez VLSI. Este programa para xadrez foi escrito em  linguagem C e executado em um sistema operacional AIX. Ele era capaz de avaliar 200.000.000 posições por segundo.